# Moussa Doumbia (football, 1994)
Pour les articles homonymes, voir Doumbia.
Moussa Doumbia, né le 15 août 1994 à Bouaké (Côte d’Ivoire), est un footballeur international malien, qui évolue au poste de milieu latéral au FC Sochaux-Montbéliard.

## Biographie

### En club
Né en Côte d'Ivoire, Moussa Doumbia rejoint jeune ses parents au Mali, à l'âge de 12 ans, en 2006. Il commence à jouer au foot à Bamako.

En fin de contrat au FK Rostov, il s'engage en juin 2018 avec le Stade de Reims, club nouvellement promu en Ligue 1.
Il joue son premier match en Ligue 1 avec le club rémois le 11 août 2018, lors de la première journée de championnat, à l'occasion d'un déplacement sur la pelouse de l'OGC Nice. Propulsé directement titulaire, il se met en évidence en inscrivant un but. Reims s'impose sur le score de 1-0. Par la suite, le 15 décembre, il inscrit son deuxième but en championnat, lors de la réception du Racing Club de Strasbourg (victoire 2-1). Enfin, le 11 mai, il inscrit son troisième et dernier but de la saison, lors d'un déplacement à Caen (défaite 3-2). Par la suite, le 24 mai, lors de la dernière journée de championnat, il délivre sa première passe décisive en Ligue 1, lors d'une rencontre de prestige face au PSG. A la surprise générale, Reims l'emporte 3-1 à domicile sur le leader du championnat.
A l'été 2022, il s'engage libre de tout contrat au FC Sochaux-Montbéliard, alors en Ligue 2, pour un contrat d'une durée de trois ans.

### En équipe nationale
Moussa Doumbia fait ses débuts avec l'équipe du Mali le 29 juin 2014, en match amical face à la Chine (victoire 3-1).
Lors des qualifications à la Coupe d'Afrique des nations 2017, il joue deux matchs et marque un but à chaque rencontre, d'abord le 4 juin 2016 contre le Soudan du Sud (victoire 3-0), puis trois mois plus tard, le 4 septembre, contre le Bénin (victoire 5-2).
L'année suivante, il est retenu par le sélectionneur Alain Giresse afin de participer à la phase finale de la Coupe d'Afrique des nations 2017 organisée au Gabon. Lors de cette compétition, il joue deux matchs. Avec un bilan de deux nuls et une défaite, le Mali ne parvient pas à dépasser le premier tour.
Le 17 novembre 2018, il inscrit son troisième but en équipe nationale, lors d'une rencontre face au Gabon. Le Mali s'impose sur la plus petite des marges (0-1), lors de ce match rentrant dans le cadre des éliminatoires de la Coupe d'Afrique des nations 2019. Il est ensuite retenu par le sélectionneur Mohamed Magassouba afin de participer à la phase finale de la Coupe d'Afrique des nations 2019 organisée en Égypte. Doumbia joue trois rencontres lors de ce tournoi. Il se met en évidence en inscrivant deux passes décisives, contre la Mauritanie et l'Angola. Le Mali s'incline en huitièmes de finale face à la Côte d'Ivoire, avec Doumbia sur le banc des remplaçants. En décembre 2021, Doumbia est retenu par le sélectionneur Mohamed Magassouba pour participer à la Coupe d'Afrique des nations 2021. Le 2 janvier 2024, il est retenu dans la liste des vingt-sept joueurs maliens sélectionnés par Éric Chelle pour disputer la Coupe d'Afrique des nations 2023.

## Statistiques

### En club
Le tableau ci-dessous récapitule les statistiques de Moussa Doumbia lors de sa carrière européenne en club :
| Saison                | Club                  | Championnat           | Championnat | Championnat | Coupe(s) nationale(s) | Coupe(s) nationale(s) | Compétition(s) continentale(s) | Compétition(s) continentale(s) | Compétition(s) continentale(s) | Autres compétitions | Autres compétitions | Autres compétitions | Total | Total |
| Saison                | Club                  | Division              | M.          | B.          | M.                    | B.                    | Comp.                          | M.                             | B.                             | Comp.               | M.                  | B.                  | M.    | B.    |
| 2014-2015             | FK Rostov             | 1                     | 19          | 0           | 1                     | 0                     | C3                             | 2                              | 0                              | BR                  | 1                   | 0                   | 23    | 0     |
| 2015-2016             | FK Rostov             | 1                     | 12          | 3           | -                     | -                     | -                              | -                              | -                              | -                   | -                   | -                   | 12    | 3     |
| 2016-2017             | FK Rostov             | 1                     | 6           | 0           | -                     | -                     | C1                             | 5                              | 0                              | -                   | -                   | -                   | 11    | 0     |
| 2016-2017             | Arsenal Tula          | 1                     | 14          | 1           | -                     | -                     | -                              | -                              | -                              | -                   | -                   | -                   | 14    | 1     |
| 2017-2018             | FK Rostov             | 1                     | 18          | 0           | 2                     | 0                     | -                              | -                              | -                              | -                   | -                   | -                   | 20    | 0     |
| 2018-2019             | Stade de Reims        | 1                     | 28          | 3           | -                     | -                     | -                              | -                              | -                              | CDL                 | 1                   | 0                   | 29    | 3     |
| 2019-2020             | Stade de Reims        | 1                     | 26          | 2           | 1                     | 0                     | -                              | -                              | -                              | CDL                 | 4                   | 1                   | 31    | 3     |
| 2020-2021             | Stade de Reims        | 1                     | 23          | 0           | 1                     | 0                     | C3                             | 0                              | 0                              | -                   | -                   | -                   | 24    | 0     |
| 2021-2022             | Stade de Reims        | 1                     | 4           | 0           | -                     | -                     | -                              | -                              | -                              | -                   | -                   | -                   | 4     | 0     |
| 2022-2023             | FC Sochaux            | Ligue 2               | 24          | 9           | 1                     | 2                     | -                              | -                              | -                              | -                   | -                   | -                   | 25    | 11    |
| Total sur la carrière | Total sur la carrière | Total sur la carrière | 162         | 19          | 4                     | 0                     | -                              | 7                              | 0                              | -                   | 6                   | 0                   | 179   | 19    |

### Buts en équipe nationale
| No | Date             | Stade, ville, pays                  | Adversaire    | Résultat | Compétition                                          |
| -- | ---------------- | ----------------------------------- | ------------- | -------- | ---------------------------------------------------- |
| 1  | 4 juin 2016      | Juba Stadium, Djouba, Soudan du Sud | Soudan du Sud | V 3-0    | Qualifications à la Coupe d'Afrique des nations 2017 |
| 2  | 4 septembre 2016 | Stade du 26 Mars, Bamako, Mali      | Bénin         | V 5-2    | Qualifications à la Coupe d'Afrique des nations 2017 |
| 3  | 17 novembre 2018 | Stade d'Angondjé, Libreville, Gabon | Gabon         | V 0-1    | Qualifications à la Coupe d'Afrique des nations 2019 |
| 4  | 17 novembre 2020 | Stade Sam Nujoma, Windhoek, Namibie | Namibie       | V 1-2    | Qualifications à la Coupe d'Afrique des nations 2021 |
| 5  | 7 octobre 2021   | Stade du 26 Mars, Bamako, Mali      | Kenya         | V 5-0    | Qualifications à la Coupe du monde 2022              |

NB : Le score est affiché sans tenir compte du sens conventionnel en cas de match à l'extérieur (Mali-Adversaire)